# 加藤臨
加藤臨（日语：／ Kato Nozomi，1994年9月9日—），日本女子籃球運動員，效力於豐田紡織陽光兔，主要位置為鋒線搖擺人。

## 經歷
- 泉Mini - 鶴岡市立羽黑中學校（日语：鶴岡市立羽黒中学校） - 山形市立商業高等學校（日语：山形市立商業高等学校） - 早稻田大學 - 豐田紡織陽光兔（日语：トヨタ紡織サンシャインラビッツ）（2017年－）

## 日本代表經歷
- 2012年亞洲U18青年女子籃球錦標賽
- 2013年U19世界青年女子籃球錦標賽
- 2017年威廉·瓊斯盃國際籃球邀請賽
- 2017年夏季世界大學運動會

## 外部連結
- 加藤臨 - トヨタ紡織サンシャインラビッツ（页面存档备份，存于） （日語）
- 加藤臨 - WJBL（页面存档备份，存于） （日語）
- 加藤臨的X（前Twitter）
- 加藤臨的Instagram帳戶